# さんすう1ねん
『さんすう1ねん』（さんすういちねん）は、1961年4月17日から1964年3月11日までNHK教育テレビジョンで放送されていた小学校1年生向けの学校放送（教科：算数）である。

## 放送時間
いずれも日本標準時、別の時間帯での再放送あり。また、学校が長期休暇に入る時期には放送時間を変更していた。
| 期間                          | 放送時間             |
| ----------------------------- | -------------------- |
| 1961年4月17日 - 1962年3月12日 | 月曜日 10:00 - 10:20 |
| 1962年4月18日 - 1964年3月11日 | 水曜日 10:20 - 10:40 |

## 出演者
- 伊藤一郎
- 人形劇団太郎座
- 前田京子
- 本田敏子
- 栗原九十郎